# Peromyia pilosa
Peromyia pilosa är en tvåvingeart som beskrevs av Jaschhof 2001. Peromyia pilosa ingår i släktet Peromyia och familjen gallmyggor. Inga underarter finns listade i Catalogue of Life.